# Głodek kutnerowaty
Głodek kutnerowaty (Draba tomentosa Clairv.) – gatunek rośliny z rodziny kapustowatych.

## Rozmieszczenie geograficzne
Występuje wyłącznie w górach Europy: w Alpach, Apeninach, Pirenejach, Pirynie i Karpatach Zachodnich. W Polsce występuje tylko w Tatrach Zachodnich i to zaledwie na kilku stanowiskach, a wszystkie znajdują się w Czerwonych Wierchach: na północnej ścianie Krzesanicy, na opadających do Wyżniej Świstówki Małołąckiej stokach Kopy Kondrackiej, w Kobylarzowym Żlebie oraz w Rzędach Tomanowych i na kopule szczytowej Ciemniaka. Podane w 1891 stanowisko na Giewoncie (bez bliższego określenia miejsca) nie zostało odszukane.

## Morfologia
PokrójNiewielka roślina poduszkowa z wielogłowym, zdrewniałym korzeniem. Osiąga wysokość 4–8 cm. Występuje pojedynczo, lub tworzy poduszkowate darnie.
LiścieWiększość liści zebrane w różyczkę liściową u nasady łodygi. Są całobrzegie. Liści łodygowych jest zaledwie 1-2 i czasami mają kilka ząbków na brzegach.
KwiatyO białej barwie, zebrane po kilka w grono na szczycie łodygi. Mają 4 płatki korony trzykrotnie dłuższe od działek kielicha. Słupek kwiatowy, szypułki kwiatowe i oś grona są owłosione.
OwocPodługowata łuszczyna zaokrąglona na obydwu końcach.

## Biologia i ekologia
Bylina, hemikryptofit lub chamefit. W Tatrach występuje zazwyczaj na stokach o południowej ekspozycji i tylko na wapiennym podłożu. Liczba chromosomów 2n = 16. Gatunek charakterystyczny dla Ass. Drabo-Artemisietum.

## Zagrożenia
Kategorie zagrożenia gatunku:
- Kategoria zagrożenia w Polsce według Czerwonej listy roślin i grzybów Polski (2006)[8]: R (rzadki); 2016: EN (zagrożony)[9].
- Kategoria zagrożenia w Polsce według Polskiej Czerwonej Księgi Roślin (2001): VU (vulnerable, narażony); 2014: EN (zagrożony)[10].

Populacje  tego gatunku w polskich Tatrach są dość duże pod względem liczby osobników i w większości znajdują się poza szlakami turystycznymi i taternickimi terenami wspinaczkowymi. Wiele stanowisk znajduje się również w słowackiej części Czerwonych Wierchów oraz w Tatrach Bielskich. Nie są więc bezpośrednio zagrożone przez ludzi. Rosną w takich miejscach, że nie zagrażają im również lawiny kamienne i śnieżne. Być może nieznalezione jeszcze populacje znajdują się w innych, trudno dostępnych skałach Tatr. Jednakże niewielki obszar, na którym występuje ten gatunek i niewielka jego populacja uzasadnia zaliczenie go do gatunków w Tatrach zagrożonych (według klasyfikacji IUCN kategoria zagrożenia VU).